# Водяной опоссум
Водяной опоссум, или плавающая сумчатая крыса (лат. Chironectes minimus; иногда также плавун) — единственное приспособленное к жизни в воде сумчатое млекопитающее, представитель монотипного рода Chironectes семейства опоссумов.

## Описание
Тело водяного опоссума имеет обтекаемую и хорошо приспособленную к жизни в воде форму. Его мех серо-чёрного цвета отталкивает влагу, на задних ногах имеются плавательные перепонки. Уши круглые и голые. У обоих полов имеется сумка. У самки сумка открывается назад и закрывается водонепроницаемо, сумка самца закрывается хуже и служит для того, чтобы во время плавания поместить в неё мошонку и уменьшить тем самым сопротивление воды. Длина водного опоссума составляет примерно от 30 до 40 см, голый, похожий на крысиный хвост может быть длиной до 40 см.

## Распространение
Водяной опоссум населяет реки и озёра в Центральной и Южной Америке, от южной Мексики до северной Аргентины.

## Питание
Водный опоссум чаще плотоядное животное, его питание состоит из раков, улиток и рыб. Иногда он поедает также водоросли и плоды.

## Размножение
Наиболее характерный признак водного опоссума — это водонепроницаемая и герметичная сумка самки. Во время погружения матери детёныши могут находиться в ней несколько минут при низкой концентрации кислорода. В помёте в среднем от 2 до 5 детёнышей. Водные опоссумы принадлежат к самым быстро растущим сумчатым животным. Примерно через 40 дней после рождения детёныши больше не помещаются в сумку, тогда они вывешивают свои лапы, в то время как голова всё ещё крепко связана с соском. Примерно через неделю они оставляют мать.
Продолжительность жизни водных опоссумов составляет максимум 3 года.